# 片岡しのぶ
片岡 しのぶ（かたおか しのぶ、1943年 -　）は、日本の翻訳家。
英語のノンフィクション、ミステリー、児童文学などを翻訳する。

## 人物・来歴
和歌山県生まれ、岩手県育ち。国際基督教大学教養学部卒。
翻訳工房パディントン&コンパニイを夫の金利光と共同主宰。

## 著書
- 『翻訳英文法方式による英日翻訳トレーニング・マニュアル 1 (名詞・代名詞・形容詞・副詞篇)』（金利光共著、バベル・プレス） 1989
- 『翻訳英文法方式による英日翻訳トレーニング・マニュアル 2 (動詞・接続詞・前置詞篇)』（金利光共著、バベル・プレス） 1990
- 『片岡しのぶの翻訳レッスン "英文解釈"のクセからぬけ出すために』（朝日出版社） 1992
- 『<入門>翻訳家になりたい人へ 英語の楽しさ・翻訳の世界の面白さ』（中経出版） 1993
- 『翻訳練習帳 直訳から翻訳へのステップ・アップ』（バベル・プレス、翻訳家養成シリーズ） 1994

## 翻訳
- 『こんなふうに生きてみた』（モニカ・ディケンズ、晶文社） 1981
- 『子どもが家を出ていくとき』（リチャーズ, ウィリス、晶文社） 1982
- 『男の服装学』（アラン・フラッサー、共訳、平凡社） 1983
- 『デニス・ホイートリー黒魔術小説傑作選 第2巻 新・黒魔団』（デニス・ホイートリー、国書刊行会） 1983
- 『子どもが友だちをつくるとき』（リチャーズ&ウィリス、晶文社） 1984
- 『どうすればいいか10代心身症』（キャスリーン・マッコイ、晶文社） 1984
- 『白雪姫コンプレックス』（エリッサ・メラメド、晶文社） 1986
- 『離婚と子ども』（ゴールドスタイン, ソルニット、晶文社） 1986
- 『クリミナル・コメディ』（ジュリアン・シモンズ、サンケイ文庫 海外ノベルス・シリーズ） 1987
- 『殺人ツアーにご招待』（マリアン・バブソン、サンケイ文庫 海外ノベルス・シリーズ） 1987
- 『愛と支配の博物誌 ペットの王宮・奇型の庭園』（イーフー・トゥアン、金利光共訳、工作舎） 1988
- 『クリスマス12の死』（マリアン・バブソン、扶桑社ミステリー） 1988
- 『働く母親たちが危ない』（バーバラ・J・バーグ、金利光共訳、晶文社） 1988
- 『モーリス』（E・M・フォースター、フジテレビ出版） 1988、のち扶桑社
- 『小公女』（フランシス・エリザ・ホジスン・バーネット、金の星社） 1989
- 『少女ポリアンナ』（エレナ・ポーター、金の星社） 1989
- 『ピーター・パン』（ジェイムズ・マシュー・バリー、金の星社） 1990
- 『ミス・マナーズのほんとうのマナー』（ジュディス・マーティン、金利光共訳、暮しの手帖社） 1991
- 『悪魔を愛する者 テロリズムとセクシュアリティ』（ロビン・モーガン、河出書房新社） 1992
- 『ウーマン・オブ・ミステリー』（シンシア・マンソン編、共訳、扶桑社ミステリー） 1992
- 『ディス・イズ・マイライフ』（メグ・ウォリッツアー、扶桑社ミステリー） 1992
- 『方舟記念日』（ジェラルド・ダレル、河出書房新社） 1992
- 『フォックスファイアクリスマス』（エリオット・ウィギントンと生徒たち、ぶんか社） 1992
- 『スカーレット・レター』（エリナー・サリヴァン編、共訳、扶桑社ミステリー） 1993
- 『残り火』（バーバラ・マイクルズ、扶桑社ミステリー） 1993
- 『顔のない男』（イザベル・ホランド、冨山房） 1994
- 『ことばのカプセル 上手に生きるための成功の法則』（リチャード・シェイ編、横山緝子共訳、東京図書） 1994
- 『イギリス流生活の知恵1001』（パメラ・ドナルド、沢梢枝共訳、東京図書） 1995
- 『アンのクリスマス』（ルーシー・モード・モンゴメリ、リー・ウィルムスハースト編、暮しの手帖社） 1996
- 『今日はもっと素敵な日』（セアラ・L＆A・エリザベス・ディレーニー、エイミー・ヒル・ハース補筆、中経出版） 1996
- 『「思い込み」を変える自己トレーニング』（リタ・スペンサー, アンジェラ・ロスマニス、東京図書） 1997
- 『ナゲキバト』（ラリー・バークダル、あすなろ書房） 1997
- 『孤独と上手につきあう』（アンジェラ・ロスマニス、東京図書） 1998
- 『そして名前だけが残った チェロキー・インディアン涙の旅路』（アレックス・W・ビーラー、あすなろ書房） 1998
- 『種をまく人』（ポール・フライシュマン、あすなろ書房） 1998
- 『風をつむぐ少年』（ポール・フライシュマン、あすなろ書房） 1999
- 『あなたがもし奴隷だったら…』（ジュリアス・レスター、あすなろ書房） 1999
- 『今日も青い海で』（ブルース・バラン、あすなろ書房） 1999
- 『ヘレン・ケラーを支えた電話の父・ベル博士』（ジュディス・セントジョージ、あすなろ書房） 1999
- 『いじわるロージー』（キャサリン・パターソン、あすなろ書房） 2000
- 『幸福のボタンをかけ直す60分レッスン』（エレン・クレイドマン、PHPソフトウェア・グループ） 2000
- 『若草物語』（ルイザ・メイ・オルコット、あすなろ書房） 2000
- 『フェアマウント通り26番地の家』（トミー・デ・パオラ、あすなろ書房） 2001
- 『マインズ・アイ』（ポール・フライシュマン、あすなろ書房） 2001
- 『34丁目の奇跡』（ヴァレンタイン・デイヴィス、あすなろ書房） 2002
- 『8つの物語 思い出の子どもたち』（フィリッパ・ピアス、あすなろ書房） 2002
- 『きいてほしいの、あたしのこと -ウィン・ディキシーのいた夏』（ケイト・ディカミロ、ポプラ社） 2002
- 『ブルーイッシュ』（ヴァージニア・ハミルトン、あすなろ書房） 2002
- 『モギ ちいさな焼きもの師』（リンダ・スー・パーク、あすなろ書房） 2003
- 『絵本ジャンヌ・ダルク伝』（ジョゼフィーン・プール、あすなろ書房） 2004
- 『アンネ・フランク 絵本』（ジョゼフィーン・プール、あすなろ書房） 2005
- 『海時計職人ジョン・ハリソン 船旅を変えたひとりの男の物語』（ルイーズ・ボーデン、あすなろ書房） 2005
- 『フェリックスと異界の伝説 1 羽根に宿る力』（エリザベス・ケイ、あすなろ書房） 2005
- 『フェリックスと異界の伝説 2 世にも危険なパズル』（エリザベス・ケイ、あすなろ書房） 2005
- 『フェリックスと異界の伝説 3 禁断の呪文』（エリザベス・ケイ、あすなろ書房） 2006
- 『すばらしきかな、人生!』（ジミー・ホーキンズ、あすなろ書房） 2006
- 『スノーグース』（ポール・ギャリコ、あすなろ書房） 2007
- 『母からの伝言 刺しゅう画に込めた思い』（エスター・ニセンタール・クリニッツ, バニース・スタインハート、光村教育図書） 2007
- 『〈カラス同盟〉事件簿 シャーロック・ホームズ外伝』（アレックス・シモンズ, ビル・マッケイ、あすなろ書房） 2008
- 『はるかな島』（ダイアン・ホフマイアー、光村教育図書） 2008
- 『ぼくの羊をさがして』（ヴァレリー・ハブズ、あすなろ書房） 2008
- 『ラッキー・トリンブルのサバイバルな毎日』（スーザン・パトロン、あすなろ書房） 2008
- 『変わり者ピッポ』（トレイシー・E・ファーン、光村教育図書） 2010
- 『エメラルドアトラス 最古の魔術書』（ジョン・スティーブンス、あすなろ書房） 2011
- 『千年の森をこえて』（キャシー・アッペルト、あすなろ書房） 2011
- 『ブラック・ドッグ』（レーヴィ・ピンフォールド、光村教育図書） 2012
- 『バーナムの骨 ティラノサウルスを発見した化石ハンターの物語』（トレイシー・E・ファーン、ボリス・クリコフ絵、光村教育図書） 2013.2
- 『だれにも話さなかった祖父のこと』（マイケル・モーパーゴ、ジェマ・オチャラハン絵、あすなろ書房）） 2015.2

### ジーン・エストリル
- 『南国の花園』（ジーン・エストリル、偕成社、ドリーナバレエシリーズ） 1981
- 『夢ははてしなく』（ジーン・エストリル、偕成社、ドリーナバレエシリーズ） 1981
- 『愁いの湖畔』（ジーン・エストリル、偕成社、ドリーナバレエシリーズ） 1982
- 『巡業の旅へ』（ジーン・エストリル、偕成社、ドリーナバレエシリーズ） 1982

### シャーロット・マクラウド
- 『ウーザック沼の死体』（シャーロット・マクラウド、扶桑社ミステリー） 1989
- 『風見大追跡』（シャーロット・マクラウド、扶桑社ミステリー） 1991
- 『サンタクロースにご用心』（シャーロット・マクラウド編、共訳、扶桑社ミステリー） 1991
- 『富豪の災難』（シャーロット・マクラウド、扶桑社ミステリー） 1991
- 『ポカパック島の黒い鞄』（シャーロット・マクラウド、扶桑社ミステリー） 1992